# Bois Belleau (porte-avions)
USS Belleau Wood (CVL-24)
Pour les articles homonymes, voir Bois Belleau (homonymie).
Pour les autres navires du même nom, voir USS Belleau Wood.
Le Bois Belleau (ex-USS Belleau Wood) est un porte-avions léger de la Marine nationale française, en service de 1953 à 1960. Le Bois Belleau est nommé en hommage à la bataille du bois Belleau de la Première Guerre mondiale.
C'est le sister-ship du porte-avions La Fayette, (ex USS Langley CVL-27 américain). Le La Fayette et le Bois Belleau sont des coques de croiseurs dont les superstructures ont été remplacées par un hangar et un pont d'envol. Les machines sont restées celles des croiseurs, mais des bulbes ont été ajoutés à la coque pour améliorer la stabilité.

## Historique

### Construction
Mis sur cale au chantier naval de Camden, New Jersey, de la New York Shipbuilding Company le 11 août 1941 comme CL-76. Lancé le 6 décembre 1942 comme CVL-24 sous le nom de Belleau Wood. Armé le 31 mars 1943. Il fait partie, ainsi que le La Fayette ex-Langley, d'une série de neuf croiseurs légers de la classe Cleveland qui ont été transformés sur cale pour constituer les porte-avions type Independence.
Groupe aérien type:
- 24 avions de chasse Grumman F6F5 Hellcat (2 000 ch, vitesse 355 nœuds, distance franchissable 900 nautiques, 6 mitrailleuses de 12,7 mm, 6 roquettes de 127 mm)
- 8 avions torpilleurs Grumman TBM Avenger (1 900 ch, vitesse 240 nœuds, distance franchissable 1 600 nautiques, 2 mitrailleuses de 12,7 mm, 1 torpille, roquettes de 127 mm)

### Sous pavillon américain
Le Belleau Wood (marque de coque CVL-24) est mis en service le 31 mars 1943 et arrive à Pearl Harbor fin juillet 1943. La première opération du Belleau Wood, début septembre, consiste à couvrir un débarquement sur l'île Baker (à l'est de l'archipel des îles Gilbert). Intégré dans la force de porte-avions américaine, il participe aux opérations de débarquement aux îles Gilbert, notamment à la conquête de l'île de Tarawa, le 19 septembre 1943. Le 5 et 6 octobre suivants, c'est l'île de Wake qui subit l'assaut de ses avions.
En 1944, il fait partie de la célèbre Task Force 58 qui, entre autres opérations, attaque Truk (îles Carolines) à la mi-février, couvre le débarquement à Hollandia et la conquête des Mariannes. On le retrouve le 21 février 1944 à l'attaque de Saïpan. Ses chasseurs F6F Hellcat participent au fameux « tir aux pigeons des Mariannes » au-dessus de Guam le 19 juin. Le lendemain, c'est au tour des TBM Avenger de s'illustrer en attaquant la flotte japonaise et les porte-avions Zuikaku et Hiyo.
Lors de la bataille de la mer des Philippines, en octobre 1944, qui marque un tournant de la guerre du Pacifique, l'USS Belleau Wood fait partie du TG 38.4 (task group) avec deux porte-avions lourds USS Franklin (CV-13) et USS Enterprise (CV-6) et un autre porte-avions léger USS San Jacinto (CVL-30). Le TG 38.4 est un des quatre composants de la TF 38 (task force) de l'amiral Mitcher (17 porte-avions, 6 cuirassés, 13 croiseurs, 58 destroyers), appartenant elle-même à la IIIe Flotte de l'amiral Halsey. Lors de la bataille de Leyte (Philippines), le Belleau Wood est engagé dans la bataille de la mer Sibuyan, le 24 octobre puis dans la bataille du cap Engano le lendemain. Le 25 octobre, au cœur de la bataille du cap Engano, le leader de la flottille de chasse de l'USS Belleau Wood signale la position de la flotte japonaise de l'amiral Ozawa qui vient d'être durement éprouvée et qui, en retraite vers le nord, s'étire sur 45 nautiques.
Le 29 octobre, au large des Philippines dans l'est de Leyte, l'USS Franklin est touché par un kamikaze. Peu après c'est le Belleau Wood qui est atteint de même, le kamikaze s'écrasant sur l'ascenseur arrière en provoquant un incendie et des explosions de munitions faisant 92 morts ou disparus et 54 blessés graves.
Envoyé à San Francisco pour réparations, le Belleau Wood reprend sa place au combat en février 1945 au sein du TG 58.1, ses avions participant le 16 à un raid dans la région de Yokohama. Fin mars, début avril, il est un des cinquante porte-avions qui appuient le débarquement à Okinawa.
Le 4 juin, sous Formose, le TG 58.1 est pris dans le typhon Viper. Malgré quelques dégâts, le Belleau Wood reprend les opérations et à la fin de juillet ses avions participent à une attaque des restes de la flotte japonaise à Kuru dans la Mer Intérieure. À la capitulation du Japon, le 15 août 1945, il est l'un des dix-huit porte-avions venus mouiller dans la baie de Sagami.
Il termine la guerre avec une Citation Présidentielle lui accordant douze Battle Stars commémoratives pour avoir détruit 502 avions ennemis, coulé ou mis hors de combat 48 bâtiments et endommagé 83 navires.
Après avoir servi au rapatriement des troupes, il est désarmé et sera placé en réserve de 1947 à 1953 au sein de l'Alameda Pacific Fleet à San Francisco. Il avait parcouru 216 682 nautiques.
En 1978, le nom de USS Belleau Wood (LHA-3) a été à nouveau donné à un navire de guerre américain, un porte-hélicoptères d'assaut affecté à la flotte du Pacifique et basé à Sasebo au Japon. Pouvant se déplacer à 20 nœuds, il peut mettre à terre une force de débarquement de 2 000 Marines et accueille 6 avions à décollage vertical, 23 hélicoptères, son radier recélant des chalands de différents types). Ce deuxième Belleau Wood a été désarmé en 2005.

### Sous pavillon français

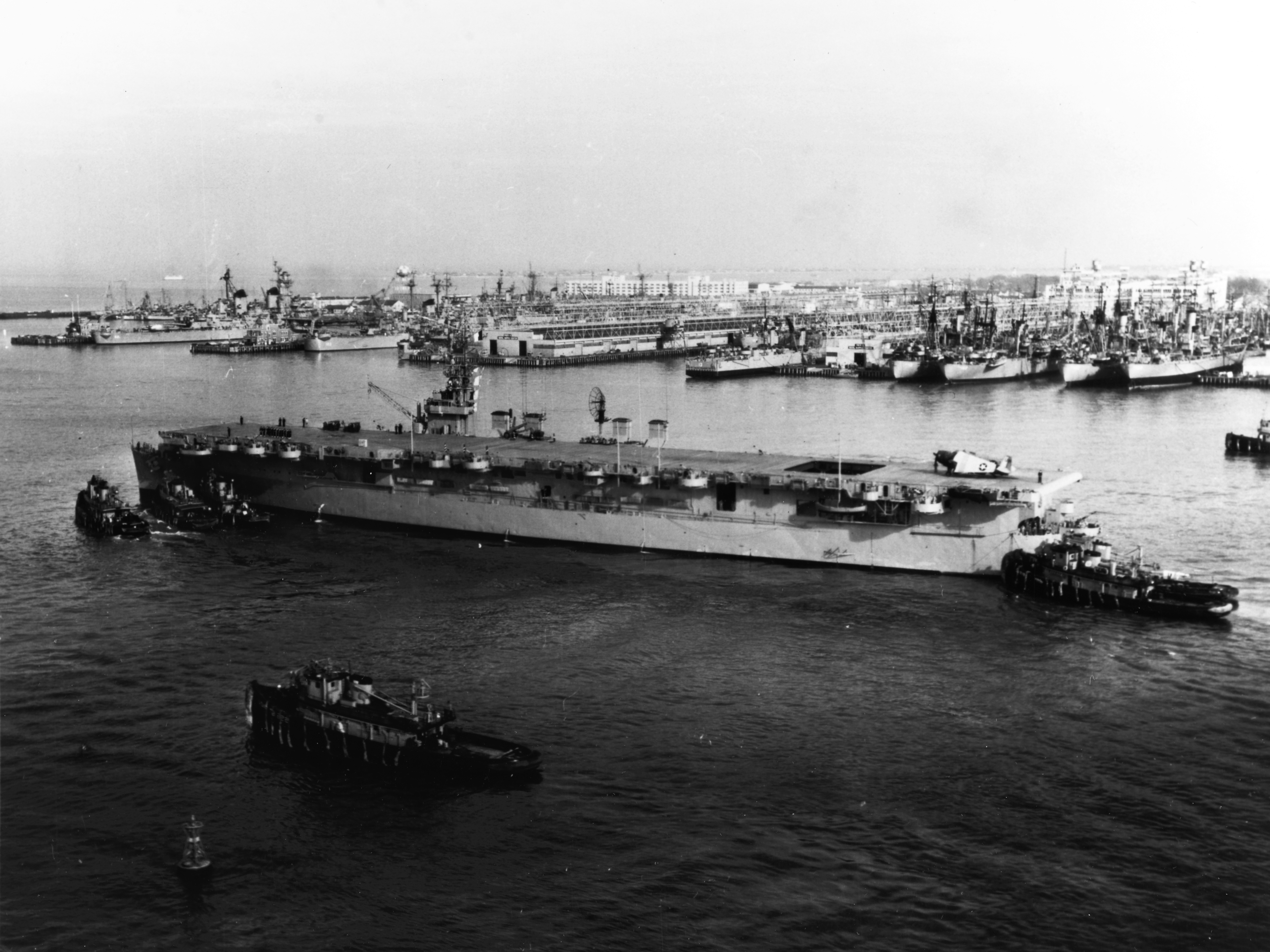
Le Bois Belleau à Norfolk avant prise en compte par la Marine nationale française (décembre 1953)

#### Prologue
Dans l'immédiate après-guerre, l'aéronautique navale française ne dispose que d'un maigre parc disparate à base de chasseurs Seafire Mk.III (flottille 1F) et de bombardiers Douglas SBD Dauntless (flottilles 3F et 4F),. La Marine nationale française, elle-même, arme 306 bâtiments disparates et vieillissants jaugeant 365 360 tonnes, dont une partie provient de l’aide alliée (203 navires reçus dans le cadre des accords Lend-Lease et Mutual Aid, soit 71 944 tonnes) et cherche désespérément un porte-avions.
En 1931 sont étudiés les projets PA-16 de 18 000 tonnes de classe Joffre. Par ailleurs, des études avaient été conduites à Vichy durant la Seconde Guerre mondiale (projet PA5B de porte-avions moyen, projet PA1 P2C de porte-avions lourd de 47 000 tonnes) mais les conditions d'armistice, industrielles et financières rendent pratiquement impossible la construction d’un bâtiment neuf.
En désespoir de cause, le Conseil supérieur étudie des solutions de rechange qui seront toutes abandonnées : la transformation du transport d'hydravions Commandant Teste en porte-avions d'escorte n’est évoquée en octobre 1945 que pour être abandonnée en février suivant, la remise en état du Béarn n’est pas une solution, la transformation du cuirassé inachevé Jean Bart en porte-avions coûterait presque aussi cher qu’une construction neuve : 4 milliards de francs contre 5 et est vite écartée.
Pourtant, il faut que la Marine ait un porte-avions si elle veut retrouver son rang, et la France avec elle : la délégation française à l’ONU ne parle-t-elle pas en 1946 « d’une contribution navale de l’ordre de six porte-avions, trois cuirassés, douze croiseurs et quarante destroyers 113 » ? Le 12 octobre 1945, le Conseil supérieur émet l’avis de mettre en chantier deux porte-avions légers, mais l’ampleur des destructions et le délabrement des finances rappellent très vite le commandement à la réalité : en février 1946, les coupes budgétaires entraînent l’arrêt presque complet des constructions. Il faut donc se tourner une fois de plus vers les Alliés.
Par ailleurs, le projet de statut naval établi par l’état-major général en 1949 demande quatre porte-avions de 20 000 tonnes pour en avoir deux disponibles en permanence. Dans sa séance du 22 août 1949, le Conseil supérieur de la Marine est encore plus ambitieux : discutant le projet de statut naval, il demande six porte-avions d’escadre. Le 15 juillet 1952, il en réclame encore cinq dont deux pour l’Union française (non mis à la disposition de l’OTAN). D’après le MRC 12, document final de la Conférence de Lisbonne de 1952, la France devrait mettre à la disposition de l’OTAN un porte-avions au jour J, deux à J+30, trois à J+180. L'USS Belleau Wood, désarmé et placé en réserve par l'US Navy de 1947 à 1953, est pris en compte par la Marine nationale française le 23 décembre 1953 sous le nom de Bois Belleau (R97).

#### Carrière dans la marine française
Le Belleau Wood, rebaptisé Bois Belleau, (indicatif visuel R97) avec pour marraine Brigitte Bardot, est transféré à la France le 5 septembre 1953 à Alameda, initialement pour la durée de la guerre d'Indochine, puis pour cinq ans.
Le transit vers la France est mis à profit pour transporter des Avenger de Norfolk à Bizerte.
Admis au service actif le 23 décembre 1953, il embarque des Hellcat et Helldiver pour l'Indochine et 32 chasseurs Dassault Ouragan qu'il livre à la force aérienne indienne, fin avril 1954, à Bombay. Transport, mise au point et entraînement vont occuper le Bois Belleau jusqu'à son départ pour l'Indochine le 7 avril 1954 pour arriver dans le golfe du Tonkin le 3 mai. Il y ramasse les Hellcat de la 11F et les Helldiver de la 3F qui interviennent jusqu'au 7 mai sur Diên-Biên-Phu.
Après travaux à Hong-Kong de mai à juillet, il relève l'Arromanches dans le golfe du Tonkin. Il embarque les Corsair de la 14F dont les avions opèrent du 15 au 20 juillet au nord Annam et les 28 et 29 juillet dans la région de Hué et de Dong Hoï. Le cessez-le-feu intervient le 1er août 1954. Jusqu'à la mi-septembre va faire des rotations entre la baie d'Ha Long, Cam Ranh, Tourane (Da Nang) et le Cap Saint Jacques évacuant quelque 6 000 réfugiés et concourra à l'évacuation finale du Tonkin.
Il est de retour à Toulon le 16 décembre 1954.
Après une période de carénage/modernisation, le Bois Belleau va participer pendant trois ans à la vie de l'escadre et à tous les grands exercices nationaux et OTAN en Méditerranée. En mai 1957, il sera à Hampton Roads avec le croiseur De Grasse portant la marque de l'amiral Jozan entouré de deux escorteurs d'escadre et de deux escorteurs rapides, au milieu des représentants des flottes de trente Nations, à la revue navale célébrant le bicentenaire de la Marine des États-Unis. Entre février et mars 1958, des frappes aériennes et des missions d'appui aérien rapproché sont lancées par les Corsair du Bois Belleau lors de la guerre d'Algérie.
Après six missions de transport d'avions entre Norfolk et la France, il est rendu à la Marine américaine le 12 septembre 1960. Il est démantelé en 1961 et 1962.
Le Bois Belleau a parcouru 183 216 nautiques sous pavillon français.

## Commandants
| Grade                 | Nom                               | Début du service | Fin du service    |
| --------------------- | --------------------------------- | ---------------- | ----------------- |
| Capitaine de vaisseau | Louis Mornu                       | 5 septembre 1953 | 7 août 1954       |
| Capitaine de frégate  | Raymond Rouméas                   | 7 août 1954      | 5 septembre 1954  |
| Capitaine de frégate  | André Menvielle                   | 5 septembre 1954 | 19 mai 1956       |
| Capitaine de vaisseau | Jacques Traub                     | 19 mai 1956      | 31 octobre 1957   |
| Capitaine de vaisseau | Philippe de Scitivaux de Greische | 31 octobre 1957  | 19 novembre 1958  |
| Capitaine de vaisseau | Henri Pacaud                      | 19 novembre 1958 | 1er octobre 1959  |
| Capitaine de vaisseau | Pierre Hurbin                     | 1er octobre 1959 | 12 septembre 1960 |

## Pour approfondir